# Otynija
Otynija (ukrainisch Отинія; russisch Отыния, polnisch Ottynia oder Otynia) ist eine in der Westukraine liegende Siedlung städtischen Typs mit etwa 5100 Einwohnern.

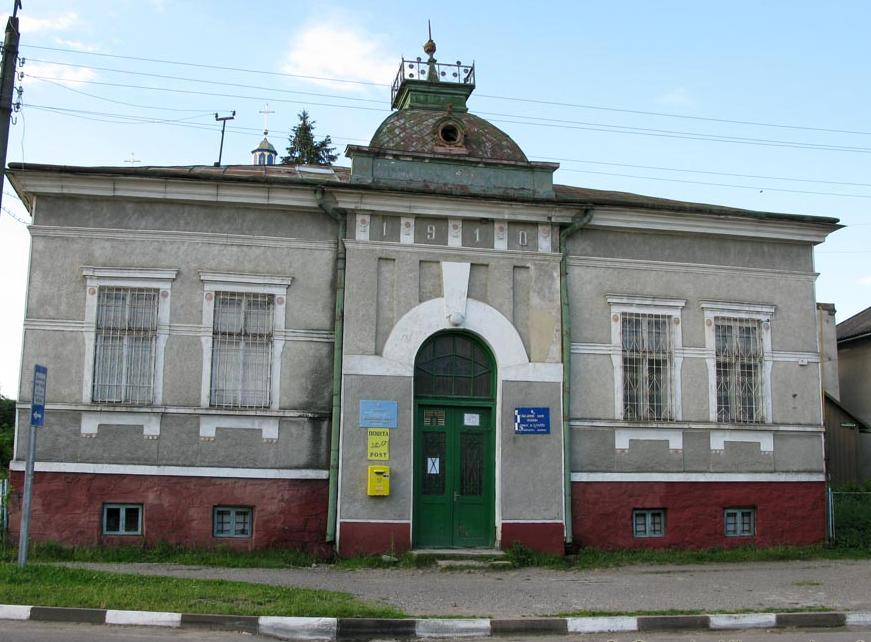
Postgebäude im Ort

Sie liegt am Ufer der Opryschyna südöstlich der Oblasthauptstadt Iwano-Frankiwsk und 32 Kilometer nordwestlich der Rajonshauptstadt Kolomyja.

## Geschichte
Der Ort wurde 1610 zum ersten Mal schriftlich erwähnt, erhielt 1753 das Magdeburger Stadtrecht und gehörte von 1772 bis 1918 unter seinem polnischen Namen Ottynia zum österreichischen Galizien. 1897 wurde der Ort durch die Schaffung eines Bezirksgerichts des Bezirks Tłumacz zum Sitz des neu geschaffenen Gerichtsbezirk Ottynia, dieses bestand bis 1918. Nach dem Ende des Ersten Weltkrieges kam der Ort zu Polen und lag hier ab 1921 in der Woiwodschaft Stanislau, Powiat Tłumacz, zeitweise war zu dieser Zeit auch der Name Otynia gebräuchlich. Mit Beginn des Zweiten Weltkriegs wurde der Ort erst von der Sowjetunion und ab 1941 bis 1944 von Deutschland besetzt, dieses gliederte den Ort in den Distrikt Galizien ein.
1945 kam der Ort wiederum zur Sowjetunion, dort wurde sie Teil der Ukrainischen SSR und ist seit 1991 ein Teil der heutigen Ukraine. Der nunmehr Otynija genannte Ort erhielt während der sowjetischen Zeit 1940 den Status einer Siedlung städtischen Typs verliehen, 1940/45 bis 1962 war er die Rajonshauptstadt des gleichnamigen Rajons. Während der sowjetischen Ära wurde der Ort auf Otynja (Отиня) umbenannt und erhielt erst 1989 seinen aktuellen Namen zurück.
Zur heutigen Siedlung gehört auch der ehemals deutschsprachige evangelische Ort Mikulsdorf (polnisch Mikulczyn), 1848 gegründet, er lag nordwestlich des Ortszentrums und wurde nach 1945 eingemeindet. Die Protestanten gehörten der Pfarrgemeinde Baginsberg in der Evangelischen Superintendentur A. B. Galizien an. In der Zwischenkriegszeit gab eine Filialgemeinde der Gemeinde Kołomyja-Baginsberg in der Evangelischen Kirche Augsburgischen und Helvetischen Bekenntnisses in Kleinpolen, die im Jahr 1937 202 Mitglieder hatte.

## Verwaltungsgliederung
Am 12. Juni 2020 wurde die Siedlung zum Zentrum der neugegründeten Siedlungsgemeinde Otynija (Отинійська селищна громада Otynijska selyschtschna hromada). Zu dieser zählen auch noch die 18 in der untenstehenden Tabelle aufgelisteten Dörfer, bis dahin bildete sie zusammen mit den Dörfern Hlyboka und Hrabytsch die gleichnamige Siedlungratsgemeinde Otynija (Отинійська селищна рада/Otynijska selyschtschna rada) im Norden des Rajons Kolomyja.
Folgende Orte sind neben dem Hauptort Otynija Teil der Gemeinde:
| Name                     | Name            | Name                                    | Name                  | Name |
| ukrainisch transkribiert | ukrainisch      | russisch                                | polnisch              |      |
| ------------------------ | --------------- | --------------------------------------- | --------------------- | ---- |
| Babjanka                 | Баб'янка        | Бабянка                                 | Babianka              |      |
| Bodnariw                 | Боднарів        | Боднаров (Bodnarow)                     | Bednarówka            |      |
| Chorosna                 | Хоросна         | Хоросная (Chorosnaja)                   | Chorosno              |      |
| Hlyboka                  | Глибока         | Глубокая (Glubokaja)                    | Głęboka               |      |
| Holoskiw                 | Голосків        | Голосков (Goloskow)                     | Hołosków              |      |
| Hrabytsch                | Грабич          | Грабич (Grabitsch)                      | Grabicz               |      |
| Lisnyj Chlibytschyn      | Лісний Хлібичин | Лесной Хлебичин (Lesnoi Chlebitschin)   | Chlebiczyn Leśny      |      |
| Molodyliw                | Молодилів       | Молодилов (Molodilow)                   | Mołodyłów             |      |
| Nyschnja Welesnyzja      | Нижня Велесниця | Нижняя Велесница (Nischnjaja Welesniza) | Welesnica Dolna       |      |
| Sakriwzi                 | Закрівці        | Закровцы (Sakrowzy)                     | Zakrzewce             |      |
| Sidlyschtsche            | Сідлище         | Седлище (Sedlischtsche)                 | Siedliska(-Bredtheim) |      |
| Skopiwka                 | Скопівка        | Скоповка (Skopowka)                     | Skopówka              |      |
| Stanislawiwka            | Станіславівка   | Станиславовка (Stanislawowka)           | Święty Stanisław      |      |
| Strupkiw                 | Струпків        | Струпков (Strupkow)                     | Strupków              |      |
| Torhowyzja               | Торговиця       | Торговица (Torgowiza)                   | Targowica             |      |
| Uhornyky                 | Угорники        | Угорники (Ugorniki)                     | Uhorniki              |      |
| Worona                   | Ворона          | Ворона                                  | Worona                |      |
| Wynohrad                 | Виноград        | Виноград (Winograd)                     | Winograd              |      |

## Persönlichkeiten
- Fanny Ginor (1911–2007), israelische Ökonomin